# Mudhàffar-ad-Din Xah Qajar
Mudhàffar-ad-Din Xah Qajar (Teheran 25 de març de 1853- 6 de gener de 1907) fou xa de Pèrsia de la dinastia qajar. Era fill de Nàssir-ad-Din Xah Qajar (1848-1896) i de Xukuh al-saltana (filla de Fath Ali Mirza i neta de Fat·h-Alí Xah Qajar, xa del 1797 al 1834).

## Príncep hereu
Inicialment el primer hereu (wali ahd) fou el seu germà gran Sultan Mahmud Mirza (nascut el 1849) el 5 d'octubre de 1849, però va morir l'abril de 1850. Llavors fou hereu Sultan Muin al-din Mirza (nascut el 8 de febrer de 1852 i proclamat l'agost, però va morir el 6 de novembre de 1856. Tot seguit l'hereu fou Muhammad Qasim Mirza (tot i que la seva mare no era una princesa qajar), nascut el 1852 i proclamatr el 4 d'agost de 1857, que igualment va morir jove el 29 de juny de 1858. Llavors Mudhàffar al-Din va ser nomenat governador de l'Azerbaidjan (1861) i proclamat formalment hereu el 21 de maig de 1862. Se suposa que posteriorment el seu germà gran, Masud Mirza (Zill al-Sultan), nascut el 5 de gener de 1850 o un germà més jove, Kamran Mirza (Naib al-saltana Amir-i-Kabir), nascut el 22 de juliol de 1856 van presentar algunes objeccions, però quan quasi quanta anys després fou assassinat Nasir al-Din Shah l'1 de maig de 1896, Mudhàffar al-Din va pujar al tron sense cap oposició visible i fou coronat a Teheran el 8 de juny de 1896.

## Regnat
El tresor estava esgotat i el 1897 va acceptar la proposta del sadr-i azam Amin al-Dawla de contractar experts belgues per reorganitzar i dirigir el servei de duanes. Els primers experts van arribar el 1898 i van fer reformes molt eficaces però impopulars entre els perses. Els ingressos van començar a augmentar però els comerciants van veure disminuir els seus marges per l'augment de taxes; també els religiosos es van oposar a la taxació per "cristians" sobre musulmans. El nombre de belgues fou cada cop més gran i les seves tasques ampliades, el que fou vist com una submissió del país a l'estranger. Com que ni amb l'augment dels ingressos el govern en tenia prou, va contractar dos préstecs a Rússia (gener del 1900 i abril de 1902) el que va reforçar la idea que el xa estava disposat a vendre el país als estrangers. També es van vendre concessions a empreses estrangeres que van aportar petits beneficis entre les quals la concessió a W. K. d'Arcy de prospeccions petrolieres (28 de maig de 1901), les primeres al país. Els diners recaptats van servir en part per pagar els deutes de sous a l'exèrcit, però també a donar pensions a funcionaris que eren corruptes, i a pagar les gran despeses de la casa reial amb viatges a Europa freqüents (1900, 1902 i 1905) on, a part de les despeses mèdiques a causa de la salut precària del xa, es feien altres despeses extravagants. Va estar a Anglaterra el 1900 (però va marxar a causa de la mort d'un fill de la reina Victòria) i el 1902 (el rei Eduard VII es va negar a atorgar al xa l'orde de la Xarretera) si bé el 1903 aquesta orde fou enviada a Teheran, portada per Lord Downe, després de certes negociacions.
Va donar el govern provincial de l'Azerbaijan, com era costum, al seu fill hereu, però aquest va actuar amb avarícia i rapacitat. Un germà, Malik Mansur Mirza (Shuja al-saltana) va ocupar diverses vegades el govern del Fars (que va tenir 10 canvis de governador entre 1896 i 1907). A Arabistan i Luristan els funcionaris perses no hi volien anar. A alguns llocs del país els babis foren atacats en incidents aïllats.
El 1903 Pèrsia fou assolada per una epidèmia de còlera que va arribar a Teheran el 1904. El xa va sortir de la capital cap a Talikan, i quan el còlera va arribar a aquesta zona, va voler sortir del país i fou difícil de convèncer-lo per restar. Les mesures higièniques preses pels belgues per aturar l'epidèmia van resultar també impopulars. Ja passat el perill va viatjar per tercer cop a Europa.
Quan van començar les protestes constitucionalistes va tardar a actuar i aquestes es van engrandir fins que ja era massa tard. Els esdeveniments es van precipitar als darrers mesos de 1906 i es va crear el parlament i promulgar la Llei Fonamental (Kanum-i asasi) que el xa va haver de signar el 30 de desembre de 1906 només 7 dies abans de morir, perquè els reformistes temien que si el xa moria el seu hereu no acceptaria les reformes i voldria restaurar l'absolutisme (com va passar).

## Família
Mudhàffar al-Din es va casar diverses vegades: la primera (1867) amb la seva cosina Amirzadi Taj ul-Mulk Umm al-Khhalkan, mare del príncep hereu (i successor) Muhàmmad-Alí Xah Qajar (nascut el 21 de juny de 1872), que fou repudiada el 1874 i es va casar en segones noces amb Hajji Mirza Ali Khan Nasir us-Sultana (+ 1 de novembre de 1909), que erta filla gran de Mirza Muhammad Taqi Khan-e Farahani Amir Kabir o Amir-i-Nizam (que fou primer ministre) i d'Izzat al-Dawla (germana de Nàssir-ad-Din Xah Qajar). la segona vers 1875 amb Xahzadi Nizhat us-Sultana, filla de Xahzada Ismail Mirza Shuja al-saltana. La tercera el 1881, amb Ashraf Khanum Surur al-saltana, que fou l'esposa principal i era filla gran del príncep Firuz Mirza Nusrat al-Dawla que fou governador de Fars i l'Azerbaidjan. La quarta amb Nur al-Daula, una dama de l'Azerbaidjan. La quinta amb Dilpasand Khanum Muazzaz al-saltana. La sexta (vers 1896) amb Ulfat Khanum Khazin-i-Aqdas (+ 7 de gener de 1907). La setena esposa podria ser Hazrat-e-Olia. Va tenir sis fills:
- 1) Muhammad Ali Xah, xa de Pèrsia
- 2) Xahzada[3] Malik Mansur Mirza Shua al-Sultana (+ 1920)
- 3) Xahzada Abu'l Fath Mirza Salar al-Daula[4]
- 4) Xahzada Abu l-Fazil Mirza, Azad al-Sultan[5]
- 5) Xahzada Husain Quli Mirza (Hossein-gholi Mozaffari) Nuzrat us-Sultana[6]
- 6) Xahzada Nasir al-Din Mirza[7]

Y 17 filles:
- 1) Xahzadi[8] Fakhr al-Sultana (+ 1926)
- 2) Xahzadi Ihtiram al-Sultana (+1903)
- 3) Xahzadi Qamar al-Daula (+ 1893)
- 4) Xahzadi Ashraf us-Sultana (+1907)
- 5) Xahzadi Izzat al-Daula (Umm al-Khakan)
- 6) Xahzadi Qamar us-Sultana (+1924)
- 7) Xahzadi Nur al-Sultana
- 8) Xahzadi Shams al-Mulk
- 9) Xahzadi Shukoh al-Sultana
- 10) Xahzadi Malika ul-Mulk àlies Shukoh al-Daula
- 11) Xahzadi … Khanum (+ amb 12 anys)
- 12) Xahzadi Ashraf Khanum Fakhr al-Daula
- 13) Xahzadi Aqdas al-Sultana
- 14) Xahzadi Aqdas al-Daula
- 15) Xahzadi Nazhat al-Mulk
- 16) Xahzadi Anwar al-Daula
- 17) Xahzadi Faruk al-Daula

Germans de Mudhàffar al-Din:
- 1) Xahzada[3] Sultan Mahmud Mirza (+ 1850)
- 2) Xahzada Sultan Masud Mirza Zill al-Sultan (+ 1918)
- 3) Xahzada Sultan Muin ud-din Mirza (+ 1856)
- 4) Xahzada Malik Xah Mirza (++ als pocs mesos de néixer)
- 5) Xahzada Sultan Muhammad Mirza (+ als vuit dies de néixer)
- 6) Xahzada Muhammad Qasim Mirza Amir-i-Kabir (+ 1858)
- 7) Xahzada Sultan Husain Mirza Jalal al-Dawla (+ 1868)
- 8) Muzaffar al-Din Xah, xa de Pèrsia
- 9) Xahzada Rukn al-Din Mirza (+ 1856 amb tres anys)
- 10) Xahzada Kamran Mirza, Amir-i-Kabir (+ 1927)
- 11) Xahzada Sultan Nuzrat sl-Din Mirza Salar us-Sultana (+ vers 1904)
- 12) Xahzada Mansur al-Din Mirza (+1883).
- 13) Xahzada Muhammad Reza Mirza Rukn al-Sultana (+ vers 1952)
- 14) Xahzada … Mirza (+ 1883)
- 15) Xahzada Malik Qasim Mirza (+1887)
- 16) Xahzada … Mirza (+ 1890)
- 17) Xahzada Husain Ali Mirza (Hosein-Ali Turkman Naseri) Yamin us-Sultana (+ vers 1945)
- 18) Xahzada Rukn ud-din Mirza (+ ?)
- 19) Xahzada Sultan Ahmad Mirza Azad al-Sultana (+ 1939)
- 20) Xahzada … Mirza. (+1892)
- I va tenir també 22 germanes.